# PGC 2044
LEDA/PGC 2044 ist eine spiralförmige Radiogalaxie vom Hubble-Typ SBm im Sternbild Bildhauer am Südsternhimmel. Sie ist schätzungsweise 70 Millionen Lichtjahre von der Milchstraße entfernt und hat einen Durchmesser von etwa 50.000 Lichtjahren. Vom Sonnensystem aus entfernt sich das Objekt mit einer errechneten Radialgeschwindigkeit von näherungsweise 1.600 Kilometern pro Sekunde.
Gemeinsam mit 6 weiteren Galaxien bildet sie die NGC 134-Gruppe.
Im selben Himmelsareal befinden sich unter anderem die Galaxien PGC 710739, PGC 91880, PGC 143585, PGC 198819.